# Famille Goldschmidt
Pour les articles homonymes, voir Goldschmidt.
La famille de Goldschmidt, Goldsmith ou de Goldschmidt-Rothschild est une famille juive ashkénaze de banquiers et de financiers, connue à Francfort-sur-le-Main, en Allemagne, dès le XVIe siècle. Active dans plusieurs pays d'Europe occidentale au XIXe siècle, la famille Goldschmidt joue un rôle majeur dans le développement de la finance européenne.

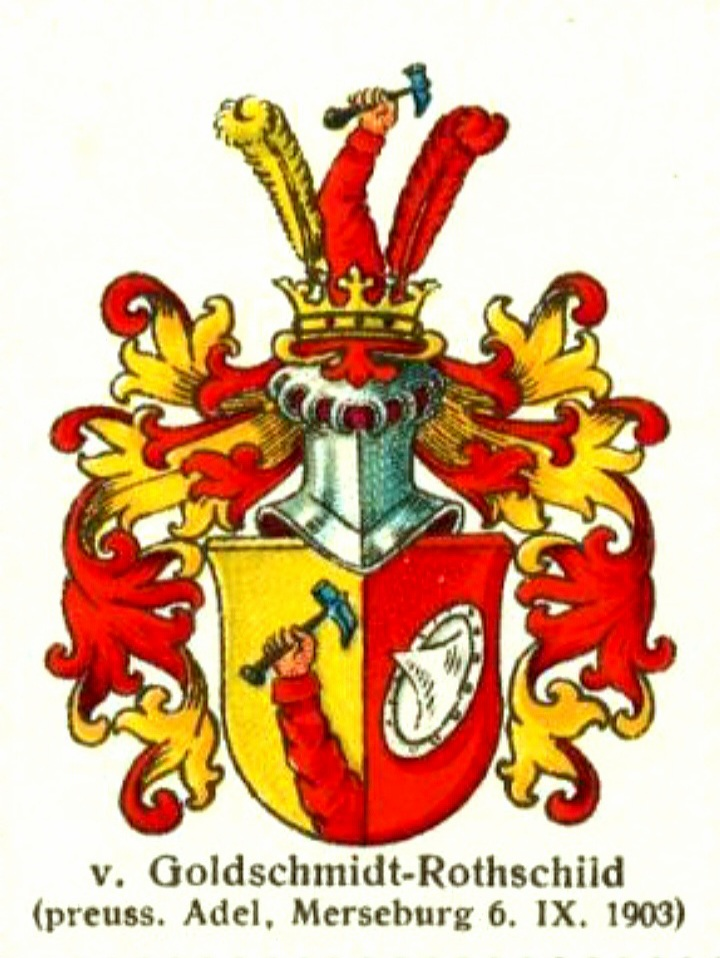
Armoiries des barons von Goldschmidt-Rothschild.

Avec des origines remontant au XVe siècle, la plupart des membres ont été contraints de quitter Francfort après le soulèvement de Fettmilch en 1614 et ne sont revenus qu'au XVIIIe siècle.
La famille est notamment liée à la famille Rothschild, à la famille Bischoffsheim de Mayence et à la famille Bartolomé, l'une des familles les plus riches de Monaco. Les familles Bischoffsheim et Goldschmidt géraient conjointement la Banque Bischoffsheim, Goldschmidt & Cie, qui fut finalement fusionnée en Banque de Crédit et de Dépôt des Pays-Bas en 1863, ancêtre de BNP Paribas. La famille Goldschmidt gérait aussi la Banque B.H. Goldschmidt qui deviendra plus tard la Commerzbank.
Le 6 septembre 1903, Maximilian von Goldschmidt-Rothschild est élevé au titre de baron von Goldschmidt-Rothschild en Prusse par l'empereur Guillaume II (empereur allemand). Ainsi, la famille fait partie de la noblesse allemande.
La branche anglaise de la famille a anglicisé son nom en Goldsmith, en commençant par Frank Goldsmith (1878-1967). Son membre le plus célèbre du XXe siècle était le milliardaire James Goldsmith. Le plus célèbre aujourd'hui est Zac Goldsmith, qui était député de Richmond Park (circonscription britannique). Les membres de cette branche de la famille ont également reçu le titre de baron en Grande-Bretagne et appartiennent donc à la noblesse britannique.
La famille Goldschmidt est considérée avec quelques autres (Wertheimer, Rothschild, Bischoffsheim, Cahen d'Anvers, Warburg, etc) comme faisant partie des grandes familles juives du capitalisme européen.

## Histoire
On considère que leur lignée est fondée par Moshé Yehuda Ha Levi Segal Samuel Goldschmidt, juif originaire de Nuremberg, qui s'installe à Francfort en 1521. Importante famille juive de Francfort, les Goldschmidt ont occupé une maison de la Judengasse à l'enseigne du Cygne d'Or (Zum goldenen Schwan (de)) pendant quatorze générations tout en diversifiant progressivement leurs lieux de résidence.
Cependant, selon des travaux récents, lors de la renaissance italienne, en 1501, on sait qu'un certain Goldsmith Salomone da Sesso, est le joailler juif personnel de Lucrèce Borgia, la fille du Pape;
Dès le XVIe siècle, certains membres de la famille étaient en relations d'affaires avec les Fugger.
Josef Goldschmidt « Zum Goldenen Schwan » a compté parmi les plus importants financiers d'Europe lors de la fin du XVIe siècle. Des membres de la famille se sont installés dès le XIXe siècle en Autriche, en France, en Belgique et en Grande-Bretagne.

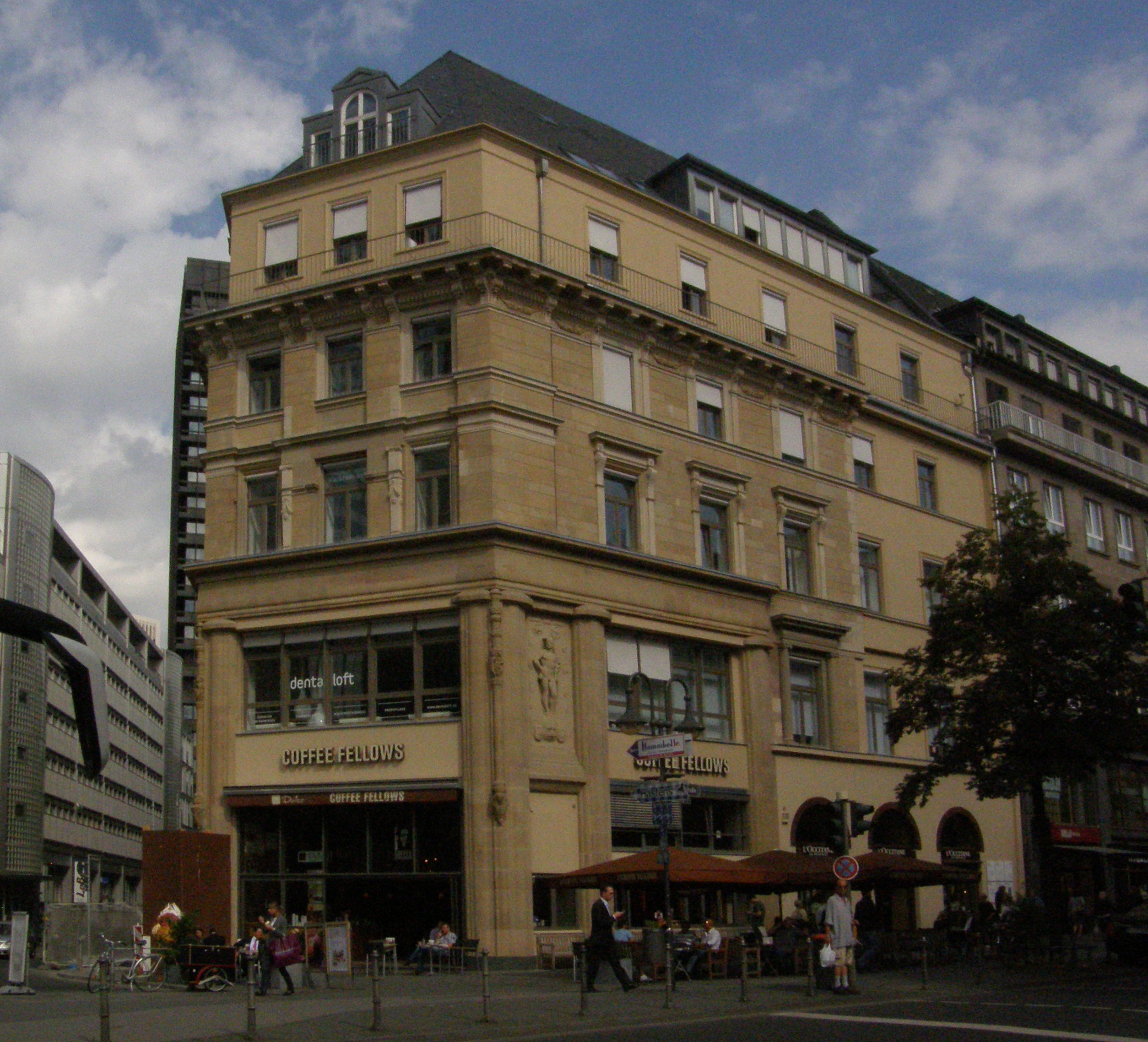
Le siège de la Banque B.H. Goldschmidt à Francfort.

Les descendants du banquier Benedict Hayum Goldschmidt (23 avril 1798 à Francfort – 7 mai 1873 à Paris), fondateur de la banque B.H. Goldschmidt (de) et consul du grand duc de Toscane, qui eut sept fils, se sont illustrés dans différents domaines (banque, industrie, collection d'art, cinéma, politique).
Les Goldschmidt se sont plusieurs fois mariés avec des membres d'autres familles de la haute banque, comme les Rothschild et les Bischoffsheim. Au XIXe siècle, ils entretenaient des relations d'affaires particulièrement étroites avec la famille Bischoffsheim, avec laquelle ils fondèrent et dirigèrent la banque Bischoffsheim, Goldschmidt et Cie, qui devait fusionner en 1863 avec la Banque de crédit et de dépôt des Pays-Bas, puis en 1872 avec la Banque de Paris, pour former la Banque de Paris et des Pays-Bas (Paribas), nationalisée en 1982.

### La branche Goldschmidt-Rothschild

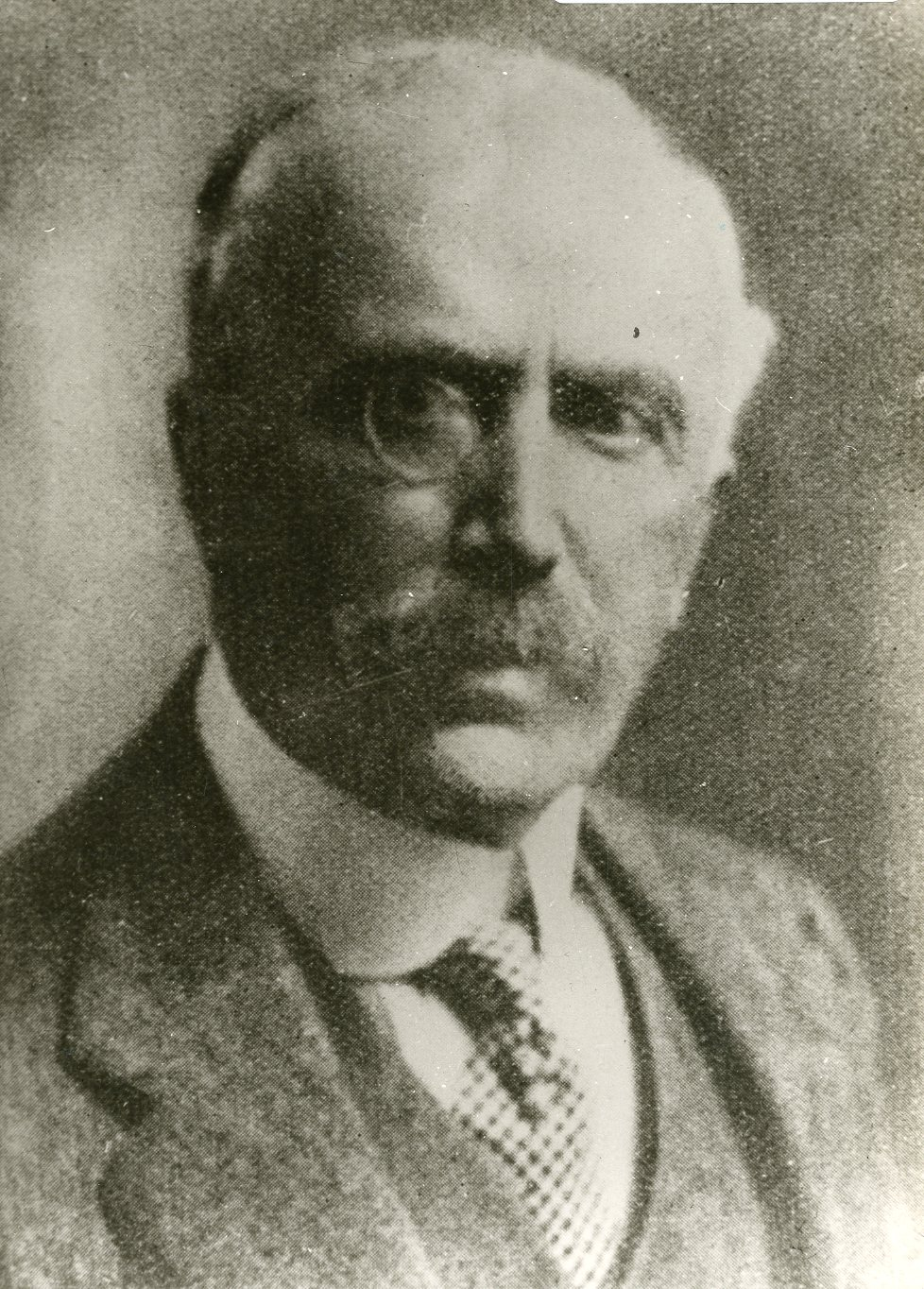
Maximilian von Goldschmidt-Rothschild.

La branche Goldschmidt-Rothschild provient de l'union en 1878 de Maximilian Benedict Goldschmidt, un des fils de Benedict Hayum Goldschmidt, avec Minna Caroline von Rothschild (1857-1903), une des filles du baron Wilhelm Carl von Rothschild (1828-1901), dernier représentant des branches de Francfort et de Naples de la célèbre famille. Maximilian Goldschmidt adopte le nom de Goldschmidt-Rothschild en 1878, et est anobli -avec le titre de baron- en 1903, par l'empereur d'Allemagne Guillaume II.
Au tournant du XIXe et du XXe siècle, jusqu'à la première guerre mondiale, Maximilian de Goldschmidt-Rothschild était considéré comme le détenteur de la plus importante fortune personnelle parmi les plus riches familles de l'empire allemand, avec un revenu supérieur à celui de l'empereur lui-même.
À travers lui, le nom Rothschild restera ainsi présent à Francfort jusqu'en 1940, année de sa mort dans son palais de Bockenheimer Landstrasse, où les Nazis, après avoir confisqué ses biens, l'avaient autorisé à conserver une chambre.
Le producteur de cinéma Gilbert de Goldschmidt, qui produisit notamment les grands films de Jacques Demy (Les Parapluies de Cherbourg, Les Demoiselles de Rochefort), appartenait à la branche Goldschmidt-Rothschild.

### La branche anglaise
La branche anglaise anglicisa son nom en Goldsmith, à la suite de Frank Goldsmith (1878-1967), qui fut notamment parlementaire et membre de la chambre des communes de 1910 à 1918 (parti conservateur). Au XXe siècle, son membre le plus célèbre fut l'homme d'affaires James Goldsmith, qui fut notamment élu au parlement européen sur une liste eurosceptique conduite avec Philippe de Villiers. Son fils Zac Goldsmith, a été représentant de la circonscription de Richmond Park à la chambre des communes (parti conservateur). En 2020, il a été anobli avec le titre de baron. il siège depuis à la Chambre des lords. Il est ministre de l'environnement dans le gouvernement Johnson.
L'écrivain et philosophe écologiste Edward Goldsmith et sa fille l'actrice Clio Goldsmith, appartiennent également à la branche anglaise.
Il s'agit, selon le Evening Standard, de « la plus irrésistible dynastie de Londres », « peut être pas les Windsor ou les Kennedy mais, avec un excitant cocktail de barons-voleurs, de bonne société établie, d'exotisme, de beauté, d'engagement politique et de souci de l'environnement, un antidote aux industriels et entrepreneurs sans couleur ».

### Les autres branches
Parmi les Goldschmidt installés en France, les banquiers Salomon Goldschmidt (1821-1888) et Léopold Goldschmidt (1830-1904) furent de grands collectionneurs d'art et mécènes. La collection de Salomon Goldschmidt, qui possédait le château de la comtesse du Barry à Louveciennes, comprenait notamment plusieurs tableaux d'Eugène Delacroix, acquis directement dans l'atelier de l'artiste, qu'il fréquentait régulièrement en amateur constant. Léopold Goldschmidt, qui avait fait construire son hôtel particulier du parc Monceau à Paris par l'architecte William Bouwens van der Boijen, avait une collection comprenant des tableaux majeurs, comme le portrait de Diderot par Fragonard ou l'autoportrait au chardon de Dürer (actuellement au musée du Louvre). Il était le mécène du peintre Gustave Moreau et avait soutenu, à l'instigation de ce dernier, Georges Rouault à ses débuts.

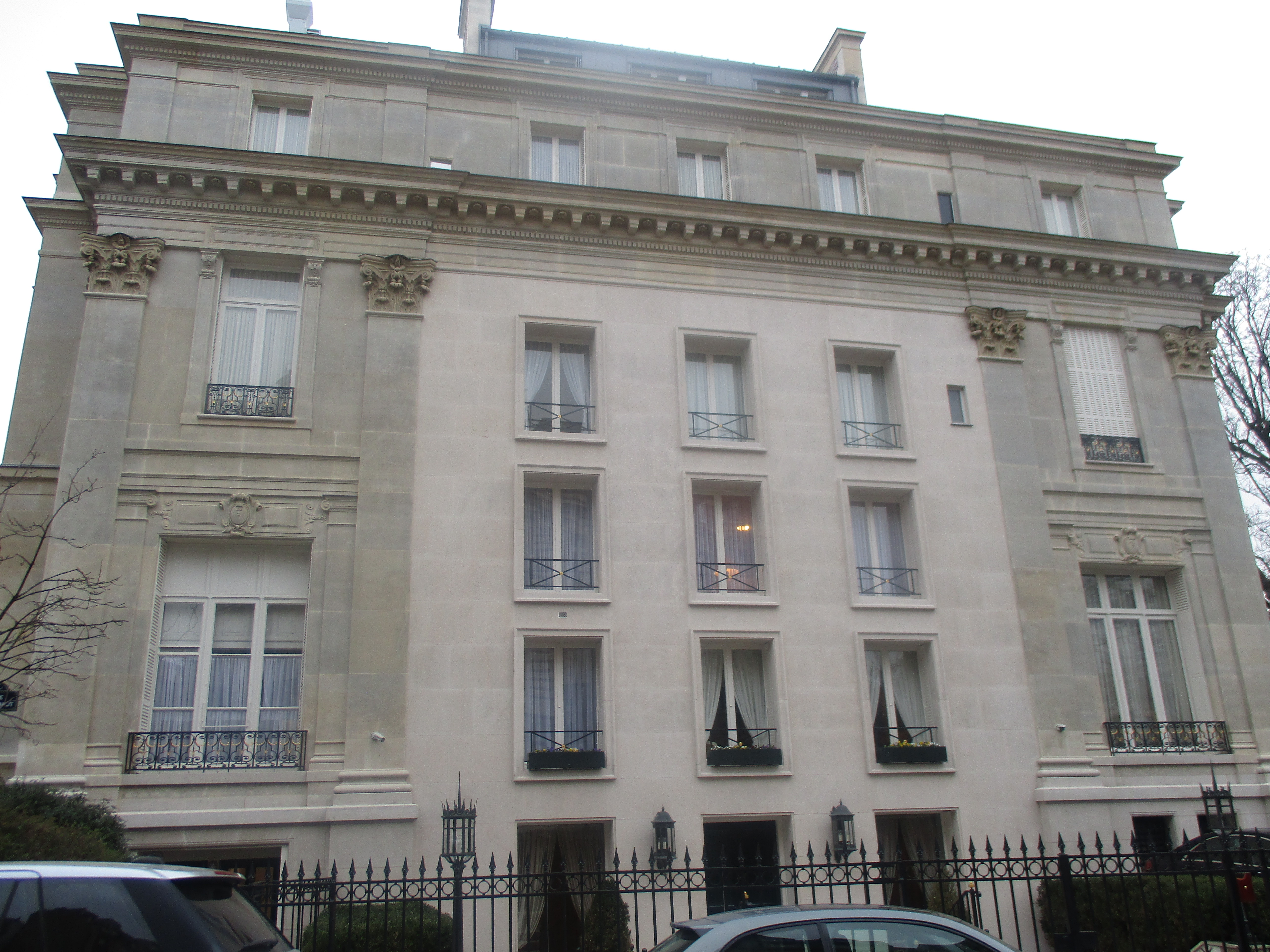
L'hôtel Goldschmidt à Paris, construit par William Bowens Vander Boijen.

La fille d'Isaac (« John ») Goldschmidt, Elena Goldschmidt-Franchetti, tint un salon littéraire réputé à Paris et au château de Voisins, qu'elle possédait avec son mari, le banquier Guillaume Beer. Elle fut l'admiratrice et la muse de Leconte de Lisle. Celui-ci mourut au cours d'un séjour à Voisins. Le poème La rose de Louveciennes est un hommage à Elena Goldschmidt. Elle écrivait elle-même sous le pseudonyme de Jean Dornis.
La sœur d'Elena, Isabelle Goldschmidt-Errera (1869-1929), qui habitait et tenait salon, avec son mari Paul Errera, à l'hôtel Errera de Bruxelles, fut une spécialiste reconnue de l'histoire des textiles. Importante collectionneuse, qui s'intéressa à la création contemporaine dans ce domaine, elle est l'auteur d'ouvrages qui font encore autorité. La salle d'exposition des musées royaux de Belgique consacrée aux textiles porte son nom et est ornée de son buste, dû au sculpteur Thomas Vinçotte. Avec son mari, elle fut une mécène active, soutenant notamment les jeunes artistes belges de la Libre Esthétique, comme Octave Maus et Fernand Khnopff, qui fit son portrait.

## Généalogie (incomplète)
- Mayer Salomon Goldschmidt (1775-1854), marchand, fils de Salomon Benedict Goldschmidt (1738-1812) et de sa femme, née Rechle Cassel (1746-1810), marié à Hélène Hanau Cassel (1769-1827)
  - Hermann Mayer Salomon Goldschmidt (1802-1866), astronome et peintre, marié à Adelaïde Moreau (1814-1861)
- Son frère, Hayum Salomon Goldschmidt (1772-1843), banquier, marié à Gelchen (Caroline) Gans (1779-1847)[6]
  - Benedict Hayum Goldschmidt (1798-1873), banquier, fondateur de la banque B.H. Goldschmidt (de), marié à Johanetta Kann (1802-1848)
    - Leopold Benedict Goldschmidt (1830-1904), banquier, marié à Régine Bischoffsheim (1834-1905)
      - Marie Emma Goldschmidt (1857-1888), mariée à Maurice Villeroy (1844-1924)[7],[8],[9]
      - Paul Herman Goldschmidt (1860-1901)[7]
      - Louise Hortense Goldschmidt (1864-1893), mariée au vicomte Louis de Sartiges (1859-1924)[7]
      - Clara Julie Eugénie Goldschmidt (1866-1930), mariée à Ange André Pastré (1856-1926), comte romain[7]

    - Ferdinand Benedict Goldschmidt (1826- 1893), dr. Jur et dr. phil, banquier, marié à Hortense Cerfberr (1839-1911)
    - Salomon Benedict Goldschmidt (1821-1888), banquier, marié à Henriette Berend (1833-1856) puis à Mélanie Biedermann (1834-1894)
    - Hermann Benedict Goldschmidt (1831-1886), banquier, marié à Ottilie Prizbram (1843-1923)
      - Thérèse Goldschmidt (1875-1963), active dans les œuvres sociales, mariée à Paul Hymans (1865-1941), homme politique belge, universitaire, diplomate
      - Alfred Goldschmidt (1871-1954), industriel, trésorier général de la croix rouge belge, marié à Marguerite Brodsky (1884-1973)

    - Isaac ("John") Goldschmidt (1828-1909), banquier, marié à Sophie Franchetti (1843-1922)
      - Elena Goldschmidt (1864-1948), femme de lettres connue sous le nom de Jean Dornis, mariée à Guillaume Louis Beer (1854-1913), banquier
      - Isabelle Goldschmidt (1869-1929), collectionneur et mécène, mariée à Paul Ererra (1860-1922), juriste et mécène

    - Adolphe Goldschmidt (en) (1838-1918), banquier, marié à Alice Emma Moses (1844-1922)
      - Frank Goldsmith (1878-1967), homme d'affaires et homme politique, marié à Marcelle Moullier
        - Teddy Goldsmith (1928-2009), philosophe et écologiste, marié puis divorcé de Gillian Marion Pretty (remariée à Jean-Baptiste de Laborde de Monpezat)[10]
          - Dido Goldsmith (1955-), mariée à Peter Whitehead
          - Clio Goldsmith (1957-), actrice, mariée puis divorcée de Mark Shand (en)

        - Jimmy Goldsmith (1933-1997), homme d'affaires et homme politique, marié à Doña María Isabel Patiño y Borbón (1936-1954), à Ginette Léry, puis à Lady Annabel Vane-Tempest-Stewart (en)
          - Isabel Goldsmith-Patiño (1954-), mariée puis divorcée d'Arnaud de Rosnay[11]
          - Manès Goldsmith (1956-)[12]
          - Alix Goldsmith (1961-)[12]
          - Jemima Goldsmith (1974-), mariée puis divorcée d'Imran Khan
          - Zac Goldsmith (1975-), homme politique, marié à Sharon Ventura-Bentley (en), puis à Alice Miranda Rothschild
          - Ben Goldsmith (en) (1980-), financier, marié à Kate Emma Rothschild
          - Jethro Goldsmith (de Laure Boulay de la Meurthe)
          - Charlotte Goldsmith (de Laure Boulay de la Meurthe)

    - Maximilian von Goldschmidt-Rothschild (1843-1940), banquier et fait baron von Goldschmidt-Rothschild après avoir épousé Minna Caroline de Rothschild (1857-1905)
      - Albert Maximilian von Goldschmidt-Rothschild (1879-1941), banquier
      - Rudolph Maximilian von Goldschmidt-Rothschild (1881-1962)
        - Gilbert de Goldschmidt (1925-2010)
          - Frédéric Rodolphe Emmanuel de Goldschmidt (1959)
          - Sarah Benedicte Emmanuelle de Goldschmidt (1975)

      - Lili Jeannette von Goldschmidt-Rothschild (1883-1925)
      - Lucy Georgine Leontine von Goldschmidt-Rothschild (1891-1977)
      - Erich Max Benedikt von Goldschmidt-Rothschild (1894-1987), banquier

  - Hertz Hayum Goldschmidt (1799-1879), marié à Henriette Schnapper (1798-1840)
  - Rebecke Goldschmidt (1801-1814)
  - Aron Hayum Goldschmidt (1802-1851), marié à Pauline Reiss puis à Sara Stiebel
    - (1er mariage) : Henrich Anton Goldschmidt
    - (2e mariage) :
    - (2e mariage) :

  - Amalie Goldschmidt (1804-1887), mariée à Louis Raphaël Bischoffsheim
    - Voir Famille Bischoffsheim

  - Dorothea Goldschmidt (1806-1811)
  - Caroline Goldschmidt (1807-1878)
  - Regina Goldschmidt (1810-1834), mariée à Eduard Jacob Hirsch Kann
  - Henriette Goldschmidt (1812-1892), mariée à Jonathan-Raphaël Bischoffsheim
    - Voir Famille Bischoffsheim

  - Salomon Hayum Goldschmidt (1814-1898)[13], président de l'Alliance israélite universelle

#### Ouvrages
- Jacques Attali, Les Juifs, le monde et l'argent : Histoire économique du peuple juif, 2002, Le Livre de Poche
- Muller Jerry, Capitalism and the Jews, 2010, Princeton University Press
- (en) Mosse Werner Eugen, The German-Jewish Economic Elite 1820-1935: A socio-economic profile, Oxford: Clarenden Press, 1989.
- Werner Sombart, Les Juifs et le Capitalisme Moderne, 191
- Bertrand Gille, Histoire de la Maison Rothschild, Genève, Librairie Droz, 1965 et 1967, 2 volumes.
- (en) Anthony Allfrey, The Goldschmidts, Think Publishing, Londres, 1996,  (ISBN 0-9541363-3-0)
- Chris Hutchins, Dominic Midgley, Goldsmith - Money, Women and Power, Neville Ness House, Richmond 2015,  (ISBN 978-0-9933566-2-9).
- (de) Hans-Dieter Kirchholtes, Jüdische Privatbanken in Frankfurt am Main, Verlag Waldemar Kramer, Francfort-sur-le-Main 1989,  (ISBN 3-7829-0351-X).

#### Recherche
- Julie Lee Mell, Religion and Economy in Pre-Modern Europe: The Medieval Commercial Revolution and the Jews, Chapel Hill, 2007